# Nonlinear Oscillations
Nonlinear Oscillations is een Oekraïens, aan collegiale toetsing onderworpen wetenschappelijk tijdschrift op het gebied van de toegepaste wiskunde.
De naam wordt in literatuurverwijzingen meestal afgekort tot Nonlinear Oscil.
Het tijdschrift is een Engelse vertaling van het tijdschrift Nelineinye Kolebaniya.
Het wordt uitgegeven door Springer Science+Business Media namens het mathematisch instituut van de Nationale Academie van Wetenschappen van Oekraïne. Het verschijnt 4 keer per jaar.
Het eerste nummer verscheen in 1998.